# ID (渡辺美里のアルバム)
『ID』（アイディ）は2019年8月7日にリリースされた渡辺美里の20枚目のオリジナル・アルバム。

## 解説
オリジナル・アルバムは2015年にリリースされた、『オーディナリー・ライフ』以来約4年ぶりとなる。
初回限定盤付属のDVDには、ファン投票をもとに選曲した20年連続で行われた西武スタジアムLIVEの名シーンが収録されている。
キャリア初の試みとして、ボーナス・トラックを収録した「ファンクラブ会員限定盤」をリリースした。

## 収録曲

### CD
1. Ready Steady Go!
  - 作詞：渡辺美里、作曲：田中明仁、編曲：奥野真哉
2. ボクはここに
  - 作詞・作曲：桜井秀俊（真心ブラザーズ）、編曲：本間昭光
3. 大きな愛の降る街で
  - 作詞・作曲：西寺郷太（NONA REEVES）、編曲：本間昭光
4. Ray of light
  - 作詞：渡辺美里、作曲・編曲：多保孝一
5. 夢中で走れ!
  - 作詞：渡辺美里、作曲・編曲：本間昭光
6. ラブ&パンチ!
  - 作詞：渡辺美里、作曲・編曲：奥野真哉
7. それでも夢見ずいられない
  - 作詞：川村結花、作曲：多保孝一、編曲:本間昭光
8. You're my Santa Claus
  - 作詞：渡辺美里、作曲・編曲：斎藤有太
9. IT’S ALL RIGHT! 
  - 作詞：渡辺美里、作曲：田中明仁、編曲：奥野真哉
10. すきのその先へ
  - 作詞・作曲：大江千里、編曲：有賀啓雄
    - 14th Single「すき」の30年後を描いたアンサーソングとして制作されている。
11. シンシアリー[Sincerely]（ライブバージョン）【FC限定盤ボーナス・トラック】
  - 作詞：渡辺美里、作曲：小林武史
    - Premium meets Premium 2019 渡辺美里〜うたの木 Grace〜 @浜離宮朝日ホール 2019.5.25より

### 初回限定盤DVD 「35th anniversary ファンが選んだ西武球場ライブ名シーン集」
1. 18才のライブ (MISATO SPECIAL '86 KICK OFF)
2. My Revolution (MISATO & THE LOVER SOUL "ribbon power")
3. パイナップル ロマンス (SUPER Flower bed BALL '89)
4. すき〜My Revolution (SUPER Flower bed BALL '89)
5. サマータイム ブルース (misato SEIBU STADIUM tokyo)
6. My Love Your Love (たったひとりしかいない あなたへ) (Free Spirits '96)
7. Love is magic (misato 熱闘 '97)
8. 君の弱さ (MISATO '99 SEIBU DOME Vol.14)
9. サンキュ (MISATO SWEET 15th DIAMOND 2000)
10. 10 years with 大江千里 (100% misato ～orange 18th～)
11. eyes with 木根尚登 (Misato Seibu Dome Blue Butterfly 19th)
12. 夏が来た! (MISATO V20 スタジアム伝説 ～最終章～ NO SIDE)

## クレジット

### 参加ミュージシャン
| Ready Steady Go! - Sound Produced by 奥野真哉 - Drums & Percussions：BOBO - Bass：tatsu - E. Guitar：佐藤タイジ - Keyboards & All Other Instruments：奥野真哉 - Background Vocal：MISATO, 田中明仁, BOBO, tatsu, 佐藤タイジ, 奥野真哉, 鈴木陽介 ボクはここに - Sound Produced by 本間昭光(bluesofa) - Drums：玉田豊夢 - Bass：足立貴史 - A. & E. Guitar：桜井秀俊 - Flugelhorn：吉澤達彦 - Flute & Sax：竹上良成 - Violin：藤堂昌彦ストリングス - Keyboards & All Other Instruments：本間昭光 - Background Vocal：MISATO 大きな愛が降る街で - Sound Produced by 本間昭光(bluesofa) - Bass：須長和広 - E. Guitar：林部直樹 - Percussion：坂井"Lambsy"秀彰 - Flugelhorn：中野勇介, 上石統 - Strings：室屋光一郎ストリングス - Keyboards & All Other Instruments：本間昭光 - Background Vocal：MISATO, 西寺郷太 Ray of light - Sound Produced by 本間昭光(bluesofa) - A. & E. Guitar：真壁陽平 - Piano：本間昭光 - All Other Instruments：多保孝一 - Background Vocal：MISATO 夢中で走れ! - Sound Produced by 本間昭光(bluesofa) - Drums：松永俊弥 - Bass：須長和広 - A. & E. Guitar：林部直樹 - Percussion：坂井"Lambsy"秀彰 - Strings：室屋光一郎ストリングス - Keyboards & All Other Instruments：本間昭光 - Background Vocal：MISATO | ラブ&パンチ! - Sound Produced by 奥野真哉 - Bass：岡部晴彦 - A. &amp: E. Guitar：友森昭一 - Programming：岸利至 - Percussion：BOBO - Piano & All Other Instruments：奥野真哉 - Background Vocal：MISATO それでも夢見ずいられない - Sound Produced by 本間昭光(bluesofa) - E. Guitar：林部直樹 - Keyboards & All Other Instruments：本間昭光 - Background Vocal：MISATO You're my Santa Claus - Drums：吉田佳史 - Bass：山口寛雄 - E. Guitar：石成正人 - Strings：金原千恵子ストリングス - Flugelhorn：権藤知彦 - Piano & All Other Instruments：斎藤有太 - Background Vocal：MISATO, 斎藤有太 IT'S ALL RIGHT! - Sound Produced by 奥野真哉 - Drums & Percussions：BOBO - Bass：tatsu - E. Guitar：仲井戸"CHABO"麗市 - Trumpet：上石統, 真砂陽地 - Trombone：滝本尚史 - Sax：副田整歩 - Piano & All Other Instruments：奥野真哉 - Background Vocal：MISATO, BOBO, tatsu, 奥野真哉, 鈴木陽介 すきのその先へ - Drums：玉田豊夢 - Bass：有賀啓雄 - E. Guitar：石成正人 - Piano：斎藤有太 - Strings：金原千恵子ストリングス |

### スタッフ
- Produced：渡辺美里
- Recorded,Mixed：飯尾芳史(#2-5,7,8,10), 原真一(#1,6,9)
- Assisted：原田しずお, 川越誠也, 安藤翔, 尾越さやか, 青木礼門, 武舎歩
- Mastered：阿部充泰
- Directed：鈴木陽介, 新井政俊
- A&R：佐藤晃, 井上真哉
- A&R Chief：山口育孝, 栗原淳一郎
- Art Direction,Desgin：石川絢士
- Photography：大川直人
- Executive Producer：藤原俊輔, 木村武士, 岡田宣